# Mạng nổi
Mạng nổi (còn gọi là web bề mặt hay web nổi, tiếng Anh: surface web) là phần của World Wide Web mà công chúng có thể truy cập và tìm kiếm được với công cụ tìm kiếm web tiêu chuẩn. Nói cách khác, mạng nổi chứa nội dung mà có thể lập chỉ mục (index) bởi các công cụ tìm kiếm web, điển hình là Google Search. Thuật ngữ này được dùng để phân biệt với deep web.
Mạng nổi chỉ chứa 10% thông tin có mặt trên Internet. Số lượng các trang Web thuộc surface web, tính đến  ngày 17 tháng 8 năm 2016, theo chỉ mục của Google là trên 46 tỷ trang.